# Парламентские выборы на Кубе (1918)
Промежуточные парламентские выборы на Кубе проходили 1 ноября 1918 года. На них избиралась половина депутатов Палаты представителей. В результате наибольшее количество мест заняла Национальная консервативная партия, получившая 33 из 61 места нижней палаты парламента. 

## Результаты
| Партия                             | Голосов | %     | Мест |
| ---------------------------------- | ------- | ----- | ---- |
| Национальная консервативная партия |         | 54,10 | 33   |
| Либеральная партия                 |         | 32,79 | 20   |
| Юнионистская либеральная партия    |         | 9,84  | 6    |
| Провинциальная либеральная партия  |         | 3,27  | 2    |
| Всего                              |         | 100   | 61   |
| Источник: Dieter Nohlen            |         |       |      |